# Lam Tsai Wing
Lam Tsai-wing född 1860 (alternativt 1861) i Nanhai i Guangdong-provinsen, död 1942 (alternativt 1943), var en kinesisk kampsportare

## Biografi
Lam Tsai-wing började träna kampkonst vid en ung ålder under sin farfar Lam Bak-sin och även Hung Kuen från Wu Gum-sin. Han lärde sig också Buddhas Palm Kung Fu från Jung Hon-san och Tid Sin Kuen från Lam Fook-sing (Tid Kiu-sams elev). Senare blev han en elev under Wong Fei-hung under vilken han tränade i 20 år. Lam Tsai-wing kombinerade all sin kunskap om sydlig Kung Fu till en stil som han kallade ”Fu Hok Pai” (Tiger och Tranastilen). Efter det fick han sitt smeknamn Mr Tiger and Crane.
Mästare Lam var slaktare till yrket och hans favorit vapen var Darn Do (sabeln). Hans kunskaper var välkända över södra Kina och det gav honom smeknamnet ”Den magnifika slaktaren”. Lam har haft stor betydelse för modern Hung Gars utveckling, mer än någon annan mästare. 
Under den nya regeringens första år efter Qingdynastin fall 1911 blev Lam utsedd till huvudinstruktör för republiken Kinas arme i Guangzhou och fick i uppdrag att lära sig Europeiska kavlerisoldatens sabel. 
År 1917 Skrev Lam och hans elever Gi Yee-jai Jeung Si-biu och Lei Sai-fai. Tre böcker om Hung Kuen som trycks än idag (Gung Gee-fook, Fu Kuen, Fu Hok-sheung, Ying Kuen och Tid Sin-kuen). Lam systematiserade, omorganiserade och förfinade Hung systemet till vad vi har idag. 
När han pensionerades blev han inbjuden till Hongkong där han bosatte sig och fortsatte lära ut Kung Fu fram till 1940-talet. Lams Tiger och Trana Kung Fu fördes vidare till hans brorson Lam Jo. Lam Tsai-wing dog 1942 vid en ålder av 81 år.